# 多摩弁
多摩弁（たまべん）とは、東京都多摩地域で用いられる日本語の方言で、西関東方言に含まれる。埼玉県の方言とともに武州弁（ぶしゅうべん）とも呼ばれる。

## 概要
同じく西関東方言である神奈川県の方言や埼玉県の方言と共通するものが多い。多摩南部（旧南多摩郡）と神奈川県北部（同じ多摩丘陵）、多摩北部と埼玉県入間地域（同じ武蔵野台地）といった隣接する地域同士は特に似通っている。また多摩川を挟んだ北多摩・西多摩と南多摩では微妙に違っていて、八王子辺りは甲州弁の影響も受けている。中野区・杉並区・世田谷区西部（砧地域と烏山地域）も元は多摩郡であり（中野区・杉並区に相当する地域は、1879年東多摩郡所属、1896年豊多摩郡となり、1932年に東京市編入。世田谷区砧地域・烏山地域に相当する地域は、1879年北多摩郡所属、1936年に東京市編入）、そこで話されていた方言は多摩弁と同様のものであった。
東京都区部（旧東京市）との交通網が発達し、人口流動が活発な現在（21世紀初頭）では、都区部から多摩地域にかけて方言の地域差はほとんどなくなり、伝統的な多摩弁の特徴は多摩西部（青梅市・あきる野市・西多摩郡など）の高年層に限られる。一方で、21世紀に入って、青梅信用金庫の「地域でいちばんのめっこい信用金庫」や東大和市の「うまかんべぇ～祭」など、多摩弁が地元らしさを表す地域資源としてネーミングやキャッチコピーに利用される例も増えている。

## 表現
西関東で広く共通するものが多い。以下で取り上げる表現も、多摩限定あるいは多摩発祥のものは少ない。
- あるってく - 歩いて行く。JR東日本のATM「ビューアルッテ」はここからとられている。
- あんよ - あるよ。多摩弁では全般的に語中の「る」は「ん」に転訛しやすい。
- あによ あんだって - 何よ。何だって。「何」の「な」は「あ」に転訛しやすい。「な」が「あ」と発音されることは多摩・区部全域で発音される傾向にある。
- うざったい うざい - 元々、多摩南西部周辺で、植物などが茂って邪魔だ、不快だ、気持ち悪いなどの意味で使われていた言葉で、「うざってる」や「うざっしい」とも言う。野菜の漬物の名前にも使われていた。区部に伝わるにつれて「むかつく」などの意味に変化した。1992年リリースのT-BOLAN『じれったい愛』の歌詞をきっかけに[4]、全国的に使われる語句となった。
- えんでる - 茶碗などにヒビが入っていることを「えむ」と言う。
（例）この茶碗、えんでるから茶が漏るよ（この茶碗、ヒビが入っているから茶が漏れるよ）
- おかっこま - 正座。特に小さい子供などが、澄まして座っている様子をいう。
- おこじゅー - おやつ。午後3時頃の間食。
- 落っこちる - 落ちる。
- おっぺす - 押す。
- かがみっちょ[5] - トカゲ。表皮が鏡のように光っていることから。
- きない - 来ない。話者の中には動詞「来る」の未然形に「き」を使うものがいる[6]。
- こわい - 硬い。
（例）メシがこわいじゃんか（ごはんが硬いじゃないか）
- 七面倒くさい - しちめんどくさいと読む。面倒くさいの意。略して「しちめんどい」と言う場合もある。
- 〜じゃん - 〜ではないか。甲州弁由来の表現。
- だぁよ - である。だよ。
- ちっとんべ - 少しだけ。
（例）ちっとんべしか出ねえ（少しだけしか出ない）
- ちゃける - 壊れる。
- どどめ - 桑の実。
- のめっこい - 手触りや食感がなめらかである。きめが細かい。西関東で広く使われるが、多摩地域と埼玉県の一部では、人間関係の円滑さを表す際にも使うという特徴がある[7]。
（例）話は早めにしておかないと、のめっこくいかない（話は早めにしておかないと、スムーズに進まない）
- はけ - 崖（がけ）。
- パチ - 嘘っぱち。東京都区部でも使用されることがある。
（例）おめぇ、パチこいてんべ？（お前、嘘ついているだろう）
- へつる - 少しだけ減らす、削る。
- まっかちん - アメリカザリガニ。色が真っ赤であったことからで、主に南多摩で使われる。
- まっと - もっと。
（例）まっと、がんばれ
- がめる - 疲れる。
（例）穴掘り仕事は、がめるなあ

## 著名な話者
- 志村けん - 東村山市。コントで高齢者を演じる際に顕著。

## 作品
- 燃えよ剣
- 月下の恋人